# Marballi, Mysore
Marballi là một làng thuộc tehsil Mysore, huyện Mysore, bang Karnataka, Ấn Độ.